# Julie Garwood
Julie Garwood (Kansas, Misuri; 1946-Leawood, 8 de junio de 2023) fue una escritora estadounidense de novelas románticas. Fue superventas dentro del subgénero histórico durante catorce años, aunque desde 2000 comenzó a publicar novelas contemporáneas de suspense. También publicó novelas para adolescentes, y usó el seudónimo de Emily Chase.
Una de sus novelas, For the roses (Tiempos de rosas), ha sido adaptada a la televisión como Rose Hill.

## Biografía
Nació en el año 1946 en la ciudad de Kansas, estado de Misuri (Estados Unidos). Proveniente de una familia católica de ascendencia irlandesa muy numerosa, fue la sexta de nueve hermanos, tuvo siete hermanas Sharon, Mary Kathleen, Marilyn, Mary, Mary Colette "Cookie", Joanne y Monica, y un hermano Tom.
Tuvo una infancia con una salud muy delicada, y no pudo acudir con regularidad a la escuela. Debió acudir a un colegio católico, pero no fue hasta los once años, que su profesora de matemáticas, la hermana Elizabeth, le pudo enseñar a leer, algo que le abrió las puertas a un mundo inimaginable para ella. Apasionada de la historia decidió estudiar Historia rusa.
Se casó muy joven con Gerry Garwood, el matrimonio tuvo tres hijos, dos varones Gerry Jr. y Bryan Michael y una hija Elizabeth (en honor a su profesora), con los que residieron en Leawood, estado de Kansas.
En los años 80 cuando el tercero de sus hijos fue a la universidad comenzó a escribir. A principios de los 80 publicó como Emily Chase, sus dos primeras novelas, destinadas a público juvenil.
No fue hasta 1985, cuando bajo el seudónimo de Julie Garwood, publicó su primera novela romántica: Gentle warrior (Amor y venganza). Desde entonces ha conseguido situar once títulos en las lista de superventas del New York Times. Maestra en la recreación de ambientes históricos, y dotada de una especial sensibilidad para retratar personajes llenos de pasión y con sutil sentido del humor. En sus últimas novelas sin embargo, desde 2000 se ha adentrado en el suspense-romántico contemporáneo, con considerable éxito también.

### ComoEmily Chase

#### TheGirls of Canby HallSeries
- What's a Girl to Do?	1985

(Novela para adolescentes incluida en un serial)

### Como Julie Garwood

#### Novela para adolescentes
- A Girl Named Summer	03/1986 (Una Chica Llamada Summer)

#### Novelas independientes
- Gentle Warrior	10/1985 (Amor y venganza)
- Rebellious Desire	06/1986 (Deseo rebelde)
- Honor's Splendour	12/1987 (Honor y pasión)
- The Prize	08/1991 (El premio)
- Saving Grace	12/1993 (Lady Johanna)
- Prince Charming	06/1994 (El príncipe encantado)

#### Crown's Spies Series(Serie Espías de la Corona/Serie Pagan)
1. The Lion's Lady	12/1988 (Dueña de su corazón)
2. Guardian Angel	05/1990 (Dulce rescate)
3. The Gift	01/1991 (Despertar a la pasión)
4. Castles	07/1993 (Castillos)

#### Lairds' Brides Series(Serie Novias de los Lairds)
1. The Bride	07/1989 (La novia rebelde)
2. The Wedding	04/1996 (La boda)

#### Highlands' Lairds Series(Serie Lairds de las Tierras Altas / Serie Secreto)
1. The Secret	05/1992 (El secreto)
2. Ransom	09/1999 (El rescate)
3. Shadow Music 2007 (Música Sombría)

#### Rosehill Series(Serie Rosehill)
1. For The Roses	02/1995 (Tiempo de rosas)
2. One Pink Rose	06/1997 (Una rosa rosa)
3. One White Rose	07/1997 (Una rosa blanca)
4. One Red Rose	08/1997 (Una rosa roja)
5. Come The Spring	12/1997 (Amor en primavera)

#### Buchanan-Rennard Series(Serie Buchanan-Rennard)
1. Heartbreaker	08/2000 (Romperé tu corazón)
2. Mercy	09/2001 (Compasión)
3. Killjoy	09/2002 (Sin descanso)
4. Murder List	08/2004 (La lista del asesino)
5. Slow Burn	08/2005 (A fuego lento)
6. Shadow Dance" 12/2006 (Danza de sombras)
7. Ice and Fire 2008 (Hielo y Fuego)
8. "Sizzle" 12/2009
9. "The ideal man" 2011 ("El hombre ideal")
10. "Sweet talk" 2012 (Dulce charla)
11. "Hotshot" 08/2013
12. "Fast track" 2014
13. Wired 2018